# Белли, Михри
Михри Белли (тур. Mihri Belli, более известный как капетан Кемаль (греч. Καπετάν Κεμάλ); 1916 — 16 августа 2011, Стамбул) — турецкий революционер-интернационалист, участник гражданской войны в Греции в рядах Демократической армии, одна из ключевых фигур левого движения в Турции и теоретик «национально-демократической революции» (тур. Millî Demokratik Devrim).

## Биография
С марксизмом познакомился в 1930-х годах в США, где изучал экономику в Миссисипском университете. Находясь в США, студент Михри Белли участвовал в движении за гражданские права. Вернувшись в Турцию в 1940 году, вступил в запрещённую Коммунистическую партию Турции.
С 1946 по 1949 гг. Михри Белли участвовал в гражданской войне в Греции. Дослужился до подполковника, дважды был ранен. В левых кругах Греции он был известен под боевым псевдонимом «капетан Кемаль».
Капетан Кемаль в разное время участвовал в рабочей борьбе и освободительных движениях в различных частях мира. В 1950-х годах он участвовал в войне за независимость Алжира. В начале 1970-х во время изгнания он был в Палестине. В конце жизни, пережив покушение на свою жизнь в 1979 году и находясь в эмиграции (в основном в Швеции) после военного переворота 1980 года, он также выступал в поддержку турецких курдов и тесно сотрудничал с курдским движением, в 1997 году встречался с Абдуллой Оджаланом. В Турцию Белли вернулся в 1992 году.
В 1940-х и 1950-х годах Михри Белли входил в Центральный Комитет Коммунистической партии Турции (КПТ). После внутриорганизационной борьбы внутри КПТ он был практически исключен из неё. Он вступил в созданную профсоюзными деятелями в 1961 году Рабочую партию, также марксистской ориентации. Его идеи «национально-демократической революции» повлияли на турецкое поколение революционеров 1968 года. В дальнейшем участвовал в создании ряда левых партий, таких как Трудовая партия Турции (1975), Партия свободы и солидарности (1996), Партия социалистической демократии (2002).
Михри Белли скончался возрасте 96 лет. Он был похоронен в Стамбуле. Траурная церемония превратилась в политический митинг, завершившийся пением «Интернационала» у могилы.